# La Patrolo
La Patrolo (lett. "La pattuglia") è stato un cenacolo letterario italiano attivo nella comunità esperantofona. Fra i suoi scopi vi era quello di avvicinare gli esponenti della letteratura esperanto e il mondo letterario italiano.

## Storia
Il circolo fu fondato a Milano nel maggio 1969 da Giorgio Silfer e Manuela Bottiglioni. Quasi subito registrò anche le adesioni di Carlo Minnaja e Nicolino Rossi.
Al suo apogeo, il gruppo comprendeva sette autori: Tazio Carlevaro, Clelia Conterno Guglielminetti, Gianluigi Gimelli, Carlo Minnaja, Gaudenzio Pisoni, Nicolino Rossi e Giorgio Silfer. Rossi e Carlevaro assunsero, uno di seguito all'altro, la direzione del gruppo.
Poesie di Conterno, Gimelli, Rossi e Silfer furono musicate da Gianfranco Molle nella musicassetta La poezio de La Patrolo, pubblicata da LF-koop nel 1980.
Il circolo letterario fondò nel 1970 l'importante rivista letteraria Literatura Foiro, tuttora attiva con periodicità bimestrale; produsse inoltre alcuni libri, promosse attività teatrali e organizzò premi letterari.
La Patrolo si sciolse nel 1979, dando vita alla "Cooperativa di Literatura Foiro" (LF-koop) e trasferendo a questa società, registrata in Svizzera ma con filiali in Italia, Finlandia e Svezia, ogni proprio avere e proprietà intellettuale.